# ظهار
الظهار بكسر الظاء لغة : مصدر مشتق من الظهر، وقول الرجل لزوجته (أنتِ عليّ كظهر أمي ) ،والظهار شرعاً : هو أن يشبه الرجل زوجته بامرأة محرمة عليه على التأبيد، أو بجزء منها يحرم عليه النظر إليه كالظهر والبطن والفخذ، كأن يقول لها : أنت علي كظهر أمي أو أختي . ويعتبر أحد أصناف الطلاق قبل الإسلام، ويقال كانوا في الجاهلية قبل الإسلام إذا كره أحدهم امرأته، ولم يرد أن تتزوج بغيره آلى منها أو ظاهر، فتبقى لا ذات زوج ولا هي بلا زوج فتتزوج غير زوجها الأول، ويقال ظاهر الرجل زوجته، يقول لها اقسم بأن ظهرك كظهر أمي، أو أنتِ عليَّ كظهر أمي (أي كعلو ظهر أمي كناية عن الجماع)، وهو بالتالي يحرم زوجته على نفسه دون أن يطلقها وقد حرم الإسلام هذه العادة بعد أن اشتكت إحدى النسوة ظهار زوجها لها للنبي محمد ودعائها أمام بيته بأن تنزل آية تحرم الظهار ونزلت سورة المجادلة التي تحرم الظهار بشكل مطلق في الإسلام وإن كان هناك في الإسلام آيات تتيح هجر الفراش لكن لمدة محددة لكن الظهار قد حرم في الإسلام بشكل مطلق.

## أركان الظهار
قال الجمهور غير الحنفية : للظهار أربعة أركان :
الأول : المظاهر وهو الزوج فيشترط ان يكون عاقلاً بالغاً ومسلماً(عند الحنفية والمالكية).
الثاني: المظاهر منها:وهي زوجة المظاهر فيشترط أن تكون زوجته .
الثالث: المشبه به : هي الأم، ويلحق بها كل محرمة على التأبيد بنسب أو رضاع أو مصاهرة.
الرابع : الصيغة : الصيغة التي ينعقد بها الظهار، فمن قال لزوجته(أنتِ عليّ كظهر أمي) فقد ظاهر إجماعاً.وما عدا هذه الصيغة هناك خلاف بين المذاهب تراجع في كتب الفقه.